# 高林利春
高林 利春（たかばやし としはる）は江戸時代の旗本。坂戸島田家の島田利正の二男。高林吉次の養子。通称は弥市郎。

## 生涯
元和5年（1619年）より徳川家光に仕え、その小姓となる。
寛永元年（1624年）12月29日に従五位下に叙される。その後徒頭となり、寛永3年（1626年）4月に常陸国真壁郡で500石の所領を与えられる。
その後書院番士を務め、寛永9年（1632年）11月5日より進物番となり、寛永10年（1633年）2月7日には下野国都賀郡の200石を加増された。
寛永19年（1642年）10月16日、実父・利正の知行から下総国千葉郡・相馬郡・相模国高座郡・武蔵国入間郡の1000石を分与され、合計2210石を知行することとなる。その後職を辞して寄合に列し、承応元年（1652年）4月26日に48歳で死去。坂戸の永源寺に埋葬された。